# Franz Xaver Baumann
Franz Xaver Baumann (* 29. November 1880 in Bachhagel; † 10. Februar 1932 in Kaiserslautern) war von 1918 bis 1932 Oberbürgermeister von Kaiserslautern.

## Leben

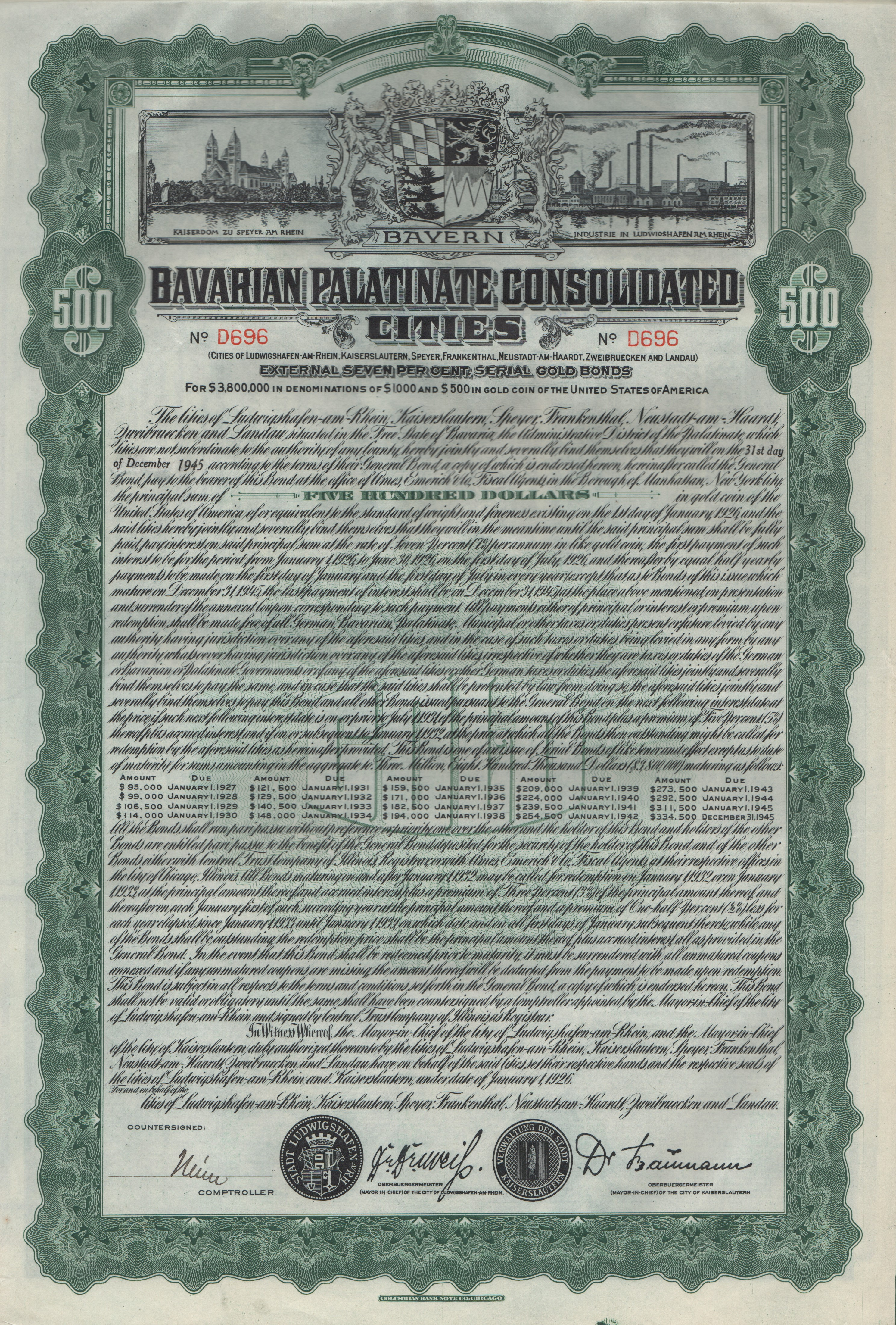
Auslandsanleihe der Vereinigten Bayerisch-Pfälzischen Städte vom 1. Januar 1926, mit Unterschrift von Oberbürgermeister Baumann

Baumann wuchs im bayerischen Bachhagel als eines von neun Kindern eines Schumachers in ärmlichen Verhältnissen auf. Er besuchte dennoch eine weiterführende Schule und konnte anschließend Jura in München und Erlangen studieren. 1905 wurde er mit der Dissertation Hausgesetz und Staatsgesetz zum Dr. jur. promoviert. Nachdem er 1909 das Staatsexamen mit hervorragendem Ergebnis abgelegt hatte, erhielt er nach juristischen Stationen in Augsburg und Dillingen im April 1910 die Versetzung in das Bayerische Justizministerium nach München. Im Dezember des gleichen Jahres erfolgte die Ernennung zum dritten Staatsanwalt in München, 1914 erfolgte die Berufung zum Amtsrichter. Während des Ersten Weltkrieges diente Baumann bei der Königlichen Bayerischen Armee, zuletzt im Range eines Oberleutnants als Regimentsadjutant. Während dieser Zeit erhielt er mehrere militärische Auszeichnungen.
Nachdem es den amtierenden Oberbürgermeister Hans Küfner wieder nach München zog, schrieb der Kaiserslauterer Stadtrat die Stelle des Oberbürgermeisters aus. Unter mehreren Kandidaten wurde Baumann im Februar 1918 gewählt, da er aber noch im Militärdienst stand, erst im September 1918 in sein Amt eingeführt. In Baumanns Amtszeit fiel die französische Besatzung der linksrheinischen Gebiete infolge der Waffenstillstandsverhandlungen von Compiègne, die später durch den Versailler Vertrag bestätigt wurde. Dies hatte allerdings auch zur Folge, dass Kaiserslautern durch ein bayerisches Selbstverwaltungsgesetz zum 1. März 1920 kreisfrei wurde und Baumann somit mehr Spielraum in der kommunalen Selbstverwaltung hatte. Dies nutzte er, um zum Beispiel in Zusammenarbeit mit den französischen Besatzungsbehörden für die vom bayerischen Mutterland abgeschnittene Pfalz in Kaiserslautern eine Universität aufzubauen. Das Vorhaben scheiterte zwar, es entstand aber immerhin ein sogenanntes Technikum als Höhere Technische Staatslehranstalt. 1921 wurde die Bau AG Kaiserslautern gegründet, ein bis heute gemeinnütziges städtisches Wohnungsbauunternehmen, das ca. 10 % der Wohnungen in Kaiserslautern vermietet. Sie errichtete in der Amtszeit Baumanns unter der Regie des Oberbaudirektors Hermann Hussong bis heute stadtprägende Bauten, unter anderem die Wohnanlage in der Fischerstraße (1919 ff.), das „Bunte Viertel“ in der Königstraße / Marienstraße (1924–1925) und den Rundbau.
Als es infolge der Ruhrbesetzung im Januar 1923 zum von der Deutschen Regierung aufgerufenen passiven Widerstand in den besetzten Gebieten kam, darunter auch Arbeitsniederlegungen von Staatsbediensteten, reagierten die französischen Behörden mit Repressalien. In Kaiserslautern verhafteten sie am 24. März 1923 unter anderem Oberbürgermeister Baumann und inhaftierten ihn unter dem Vorwurf Nichterfüllung militärischer Auflagen für vier Monate im Militärgefängnis Landau. Anschließend wurde er für über ein Jahr mit seiner Familie in Rechtsrheinisches Gebiet abgeschoben. Erst am 23. November 1924 konnte er seinen Posten als Oberbürgermeister wieder einnehmen. In seiner Abwesenheit hatte Alex Müller die Amtsgeschäfte geführt.

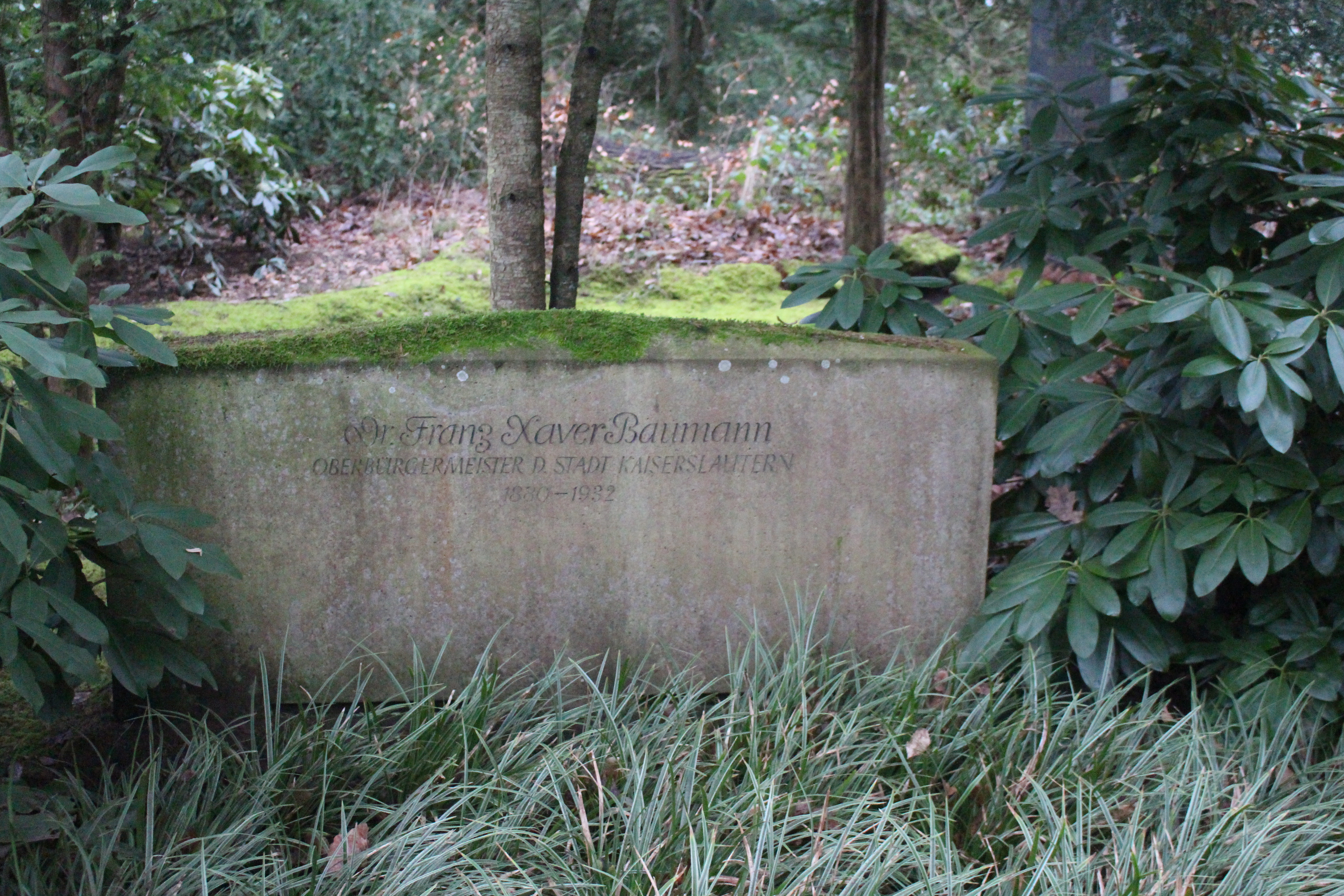
Grabstätte von Franz Xaver Baumann, Waldfriedhof Kaiserslautern

Im Juni 1930 erlebte Baumann noch den Abzug der französischen Besatzungstruppen, die bis dahin seine Amtszeit mitgeprägt hatten. Er verstarb am 10. Februar 1932 im Alter von erst 51 Jahren an den Folgen einer Hirnhautentzündung. Sein Grabdenkmal befindet sich auf dem Kaiserslauterer Hauptfriedhof und wurde vom Bildhauer Gustav Adolf Bernd geschaffen.
Ihm zu Ehren wurde in Kaiserslautern eine Straße nach ihm benannt.

## Auszeichnungen
- Eisernes Kreuz Zweiter Klasse
- Eisernes Kreuz Erster Klasse
- Bayerischer Militärverdienstorden Vierter Klasse mit Schwertern